# Bomolocha subidalis
Bomolocha subidalis är en fjärilsart som beskrevs av Achille Guenée 1854. Bomolocha subidalis ingår i släktet Bomolocha och familjen nattflyn. Inga underarter finns listade i Catalogue of Life.